# 超敏性

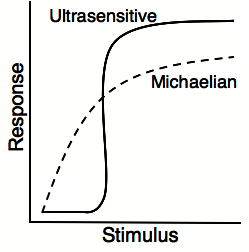
具有超敏性的反应体系（实线）与符合米氏动力学的反应体系对刺激（横轴）产生的反应强度（纵轴）简图

超敏性（ultrasensitivity）在分子生物学中是指某一体系对刺激的敏感性高，能产生强于米氏动力学理论值的反应。具有超敏性的反应体系在刺激强度低时反应强度也低，但刺激强度超过某一阈值后，反应强度会迅速升高。
超敏性反应体系的反应强度可以通过以下式子（希尔方程）计算，确定了希尔係數(n)就能对一个具超敏性的反应体系进行定量：
{\textstyle {\ce {Response}}={Stimulus^{n} \over ({\ce {EC50}}^{n}+Stimulus^{n})}}
超敏性是细胞从一个细胞周期进入另一个细胞周期的分子机制之一。